# Piliocolobus rufomitratus
Piliocolobus rufomitratus (tidigare Procolobus rufomitratus) är en däggdjursart som först beskrevs av Peters 1879.  Piliocolobus rufomitratus ingår i släktet röda guerezor och familjen markattartade apor. IUCN kategoriserar arten globalt som livskraftig. De svenska trivialnamnen Tanaguereza och Tanaflodens guereza förekommer för arten.
Inga underarter finns listade i Catalogue of Life och Mammal Species of the World. Andra taxonomiska avhandlingar listar upp till 9 underarter.

## Utseende
Individerna når en kroppslängd (huvud och bål) av 45 till 67 cm och en svanslängd av 52 till 80 cm. Vikten varierar mellan 5,1 och 11,3 kg men är oftast omkring 6 kg. Pälsen är på ryggen nästan svart. På buken och extremiteternas insida varierar färgen mellan rödbrun och ljusgrå. Även svansen kan vara grå- eller rödaktig. De flesta individerna har en rödaktig "mössa" på huvudet.

## Utbredning och habitat
Denna guereza förekommer i centrala Afrika från södra Centralafrikanska republiken och Sydsudan till centrala Kongo-Kinshasa. Små avskilda populationer finns i Uganda, Kenya och Tanzania. Arten vistas i låglandet och i bergstrakter upp till 2500 meter över havet.
Habitatet utgörs främst av fuktiga skogar, ofta nära vattendrag. Procolobus rufomitratus uppsöker även andra skogar och savanner med några trädansamlingar.

## Ekologi
Flera vuxna hannar och honor samt deras ungar bildar en flock med cirka 30 till 50 medlemmar. Ofta ingår bara en eller två könsmogna hannar i flocken. Arten är främst aktiv på dagen. Vanligen letar den tidigt på morgonen och senare på eftermiddagen efter föda. Det sociala bandet i flocken stärks genom spel och ömsesidig pälsvärd. De kan vara rätt högljudda och när hannar vill uppnå en bättre position i hierarkin blir de i sällsynta fall våldsam. Dessutom har arten olika ansiktsuttryck för kommunikationen.
Liksom andra guerezor äter Procolobus rufomitratus främst blad. Därför har de en magsäck som är uppdelad i flera segment. Bakterier i magsäcken hjälper vid ämnesomsättningen. Födan kompletteras med andra växtdelar som frukter, blommor, frön och unga växtskott. I centrala Kongo-Kinshasa dyker arten ofta och äter sedan vattenväxter.
Honor kan vara flera gånger per år parningsberedda men tiden mellan två födslar är allmänt två år. Parningen sker vanligen med flockens dominanta hanne. Efter 4,5 till 5,5 månader dräktighet föds vanligen ett enda ungdjur. Ungen klamrar sig i början fast vid moderns päls på buken. I vissa områden dör 55 procent av ungdjuren under första levnadsåret. Andra guerezor lever 30 år eller något längre med människans vård. Troligen är livslängden för dessa arter och Procolobus rufomitratus kortare i vildmarken.

## Hot och status
Arten har bara ett fåtal naturliga fiender som kronörn (Stephanoaetus coronatus) och schimpansen (Pan troglodytes). Det största hotet utgörs av människan. Procolobus rufomitratus jagas för köttets och pälsens skull. Ett annat hot är skogsavverkningar för träproduktionen eller för etablering av jordbruksmark. I vissa regioner minskade beståndet betydligt. Hela populationen listas av IUCN som livskraftig (LC).
Denna guereza förekommer i olika nationalparker eller andra skyddsområden.